# Intégrale de surface
En mathématiques, une intégrale de surface est une intégrale définie sur toute une surface qui peut être courbe dans l'espace. Pour une surface donnée, on peut intégrer sur un champ scalaire ou sur un champ vectoriel. 
Les intégrales de surface ont de nombreuses applications : par exemple, en physique, dans la théorie classique de l'électromagnétisme.

## Intégrale de surface sur un champ scalaire
Pour exprimer de façon explicite l'intégrale de surface, il faut généralement paramétrer la surface S en question en considérant un système de coordonnées curvilignes, comme la longitude et la latitude sur une sphère. Une fois le paramétrage x(s,t) trouvé, où s et t varient dans une région du plan, l'intégrale de surface d'un champ scalaire est donnée par la formule de changement de variables :
{\displaystyle \int _{S}f\mathrm {d} S=\iint _{T}f{\bigl (}\mathbf {x} (s,t){\bigr )}\left\|{\frac {\partial \mathbf {x} }{\partial s}}\wedge {\frac {\partial \mathbf {x} }{\partial t}}\right\|\;\mathrm {d} s\,\mathrm {d} t}.
En conséquence, l'aire de S est donnée par :
{\displaystyle \int _{S}\mathrm {d} S=\iint _{T}\left\|{\frac {\partial \mathbf {x} }{\partial s}}\wedge {\frac {\partial \mathbf {x} }{\partial t}}\right\|\;\mathrm {d} s\,\mathrm {d} t}.

### Exemple: intégration sur une sphère
Si on paramètre la sphère de rayon {\displaystyle r} par {\displaystyle \mathbf {x} (\theta ,\phi )=(r\sin \theta \cos \phi ,r\sin \theta \sin \phi ,r\cos \theta )}
, où {\displaystyle \theta } varie de 0 à {\displaystyle \pi } et {\displaystyle \phi } de 0 à {\displaystyle 2\pi }, on aura 
{\displaystyle {\frac {\partial \mathbf {x} }{\partial \theta }}=(r\cos \theta \cos \phi ,r\cos \theta \sin \phi ,-r\sin \theta )}
et 
{\displaystyle {\frac {\partial \mathbf {x} }{\partial \phi }}=(-r\sin \theta \sin \phi ,r\sin \theta \cos \phi ,0)}.
Le calcul de {\displaystyle \left\Vert {\frac {\partial \mathbf {x} }{\partial \theta }}\wedge {\frac {\partial \mathbf {x} }{\partial \phi }}\right\Vert } donne, après simplification, {\displaystyle r^{2}\sin \theta }. 
Par conséquent l'intégrale {\displaystyle \int _{S}f\mathrm {d} S} sur la sphère S de rayon r vaut
{\displaystyle \int _{0}^{2\pi }\int _{0}^{\pi }f(\mathbf {x} (\theta ,\phi ))r^{2}\sin \theta \mathrm {d} \theta \mathrm {d} \phi }.
Si on prend {\displaystyle f(\mathbf {x} (\theta ,\phi ))\equiv 1} on retrouvera bien la valeur {\displaystyle 4\pi r^{2}} de l'aire de la sphère.

## Intégrale de surface sur un champ vectoriel

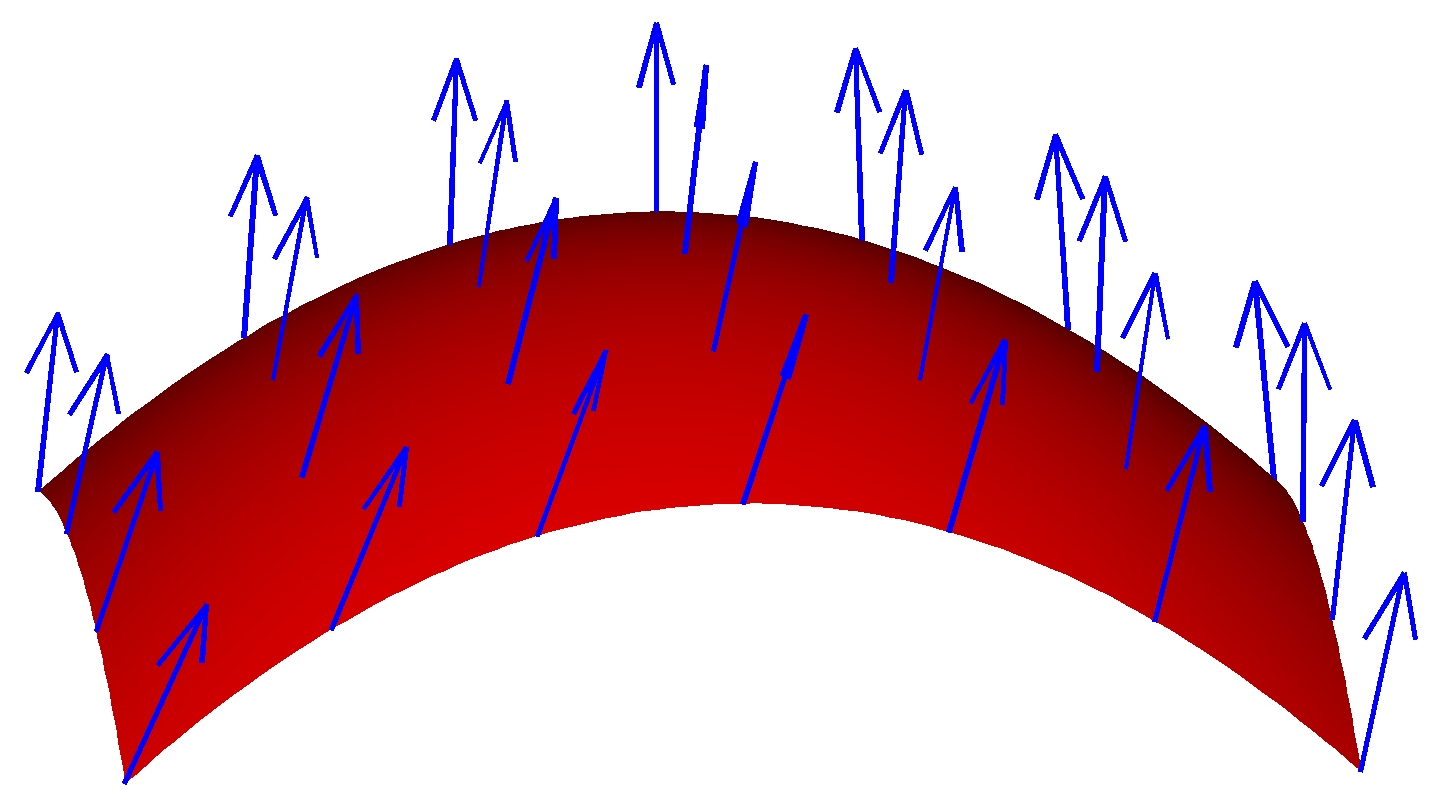
Un champ vectoriel sur une surface.

Soit v un champ  de vecteurs sur S : pour tout x de S, v(x) est un vecteur.
L'intégrale de surface peut être définie composante par composante à partir de la définition de l'intégrale d'un champ scalaire; il s'agit d'un vecteur. C'est par exemple le cas pour l'expression du champ électrique créé en un point donné par une surface chargée, ou pour le champ gravitationnel créé en ce point par un objet sans épaisseur.
Il est aussi possible d'intégrer la composante normale du champ de vecteurs; le résultat est alors un scalaire. Si, par exemple, un fluide traverse S, et si v(x) représente la vitesse locale du fluide au point x. Le flux (ou, ici, le débit) est défini comme étant la quantité de fluide traversant S par unité de temps.
Comme on le voit par cet exemple, si le champ vectoriel est tangent à S en tous ses points, alors le flux est nul, car le fluide ne s'écoule que parallèlement à S, et ne la traverse jamais. Ainsi, dans le cas où v n'est pas toujours parallèle à S, c'est-à - dire lorsque v a une composante normale non nulle, alors seule cette composante contribue au flux. Selon ce raisonnement, pour calculer le flux, il faut prendre en chaque point le produit scalaire de v avec le vecteur surface  unitaire normal à S, ce qui nous donne un champ scalaire, et intégrer ce champ comme ci-dessus. On obtient ainsi la relation
{\displaystyle \int _{S}{\mathbf {v} }\cdot ~\mathrm {d} {\mathbf {S} }=\int _{S}({\mathbf {v} }\cdot {\mathbf {n} })~\mathrm {d} S=\iint _{T}{\mathbf {v} }(\mathbf {x} (s,t))\cdot \left({\partial \mathbf {x}  \over \partial s}\wedge {\partial \mathbf {x}  \over \partial t}\right)~\mathrm {d} s\,\mathrm {d} t}.
Le produit vectoriel dans le membre de droite correspond à un vecteur normal à la surface, déterminé par la paramétrisation.
Cette formule définit l'intégrale de gauche (remarquer le produit scalaire et l'utilisation d'une notation vectorielle pour l'élément de surface).